# 杜兴
杜兴，小说《水浒传》中人物，因樣貌醜陋兇惡被喚作「鬼臉兒」。
早先是做买卖的，在蓟州因打死了同伙的客人，吃了官司监在蓟州府，被杨雄所救，後來遇到李應並深獲賞識信任，從此留在李應身邊擔任管家，李應家中所有金錢出納皆經杜興之手。
楊雄等人借宿祝家莊時祝家逮住偷雞的時遷且拒絕放人，苦無辦法的楊雄意外得知杜興在李家莊任事且地位頗高，於是請杜興說服李應出面幫忙，杜兴為了還楊雄恩情而拜請李应去祝家說情放人，不料李应與祝家撕破臉還被祝彪的暗箭所伤，引發梁山泊攻打祝家莊。宋江打下祝家庄后，設計誘騙李應上梁山，于是杜兴跟著李應一起上了梁山，和朱贵负责南山酒店。受招安后，杜兴参与了征討三寇的戰事，班師後受封武奕郎。半年後跟隨李应辭官回獨龍崗做富豪，逍遙善终。

## 影视形象
- 1983年山东版《水浒》：牟熙春
- 2011年版《水浒传》：秋風